# Occupazione pontificia della Maremma Senese
L'Occupazione pontificia della Maremma Senese ebbe luogo tra il luglio 1526 ed il febbraio 1529 e riguardò i porti di Talamone, Porto Ercole, Porto Santo Stefano e la città lagunare di Orbetello. L’operazione militare è inquadrabile all’interno del più grande scenario della Guerra della Lega di Cognac e si concluse con la resa delle truppe papali stanziate a Porto Ercole ed il ritorno di tutti i territori occupati sotto il dominio della Repubblica di Siena.

## Antefatti
Il 22 maggio 1526, preoccupati dalla supremazia della Spagna sulla penisola italiana, lo Stato Pontificio, la Repubblica di Venezia, il Ducato di Milano e la Francia, firmarono a Cognac una alleanza che avesse funzioni antimperiali.
A causa della politica filospagnola dei governanti di Siena, la Repubblica aveva attirato su di sé l’attenzione di Papa Clemente VII de’ Medici, sostenitore della restaurazione del Monte dei Nove al governo cittadino.
Venne deciso quindi di attaccare la Repubblica di Siena su due fronti: un esercito congiunto papale-fiorentino forte di 1 100 cavalieri e 9 000 fanti avrebbe attaccato la città di Siena il 25 luglio 1526 (venendo sconfitto nella battaglia di Camollia), mentre la flotta pontificia, guidata da Andrea Doria, avrebbe dovuto occupare i porti della Maremma Senese.

## L'occupazione pontificia
Dopo aver catturato 3 navi spagnole davanti alle acque di Porto Ercole, senza trovare resistenza da parte delle truppe senesi, il 15 luglio l’ammiraglio genovese chiede ai difensori di consegnare la rocca entro 15 giorni. Il commissario senese Giovanni Lanci decide quindi di asserragliarsi, insieme alle sue poche truppe, nella Rocca, tuttavia, senza l’appoggio della popolazione locale, rifiutatasi di combattere, è costretto alla resa poco tempo dopo.
Presa Porto Ercole, Andrea Doria dirige le sue truppe verso l’entroterra, occupando nel novembre 1526 i principali avamposti costieri di Talamone, Orbetello, oltre che tutto il Monte Argentario. Una volta completata la sua missione, l’ammiraglio papale riprende il mare con la sua flotta dopo aver lasciato delle guarnigioni militari a difesa delle terre occupate.
Nel dicembre 1526 la flotta del viceré di Napoli entra a Porto Santo Stefano con 26 galere e fa sbarcare 5 000 fanti che si diressero verso Firenze e verso Roma per far guerra alla Lega di Cognac.
L’occupazione di Talamone ed Orbetello ebbe però breve durata: nella città lagunare le truppe senesi riuscirono a scalare le mura e sconfiggere i soldati pontifici, mentre Talamone venne riconquistato grazie ad una insurrezione degli stessi abitanti.

## La fine dell’occupazione

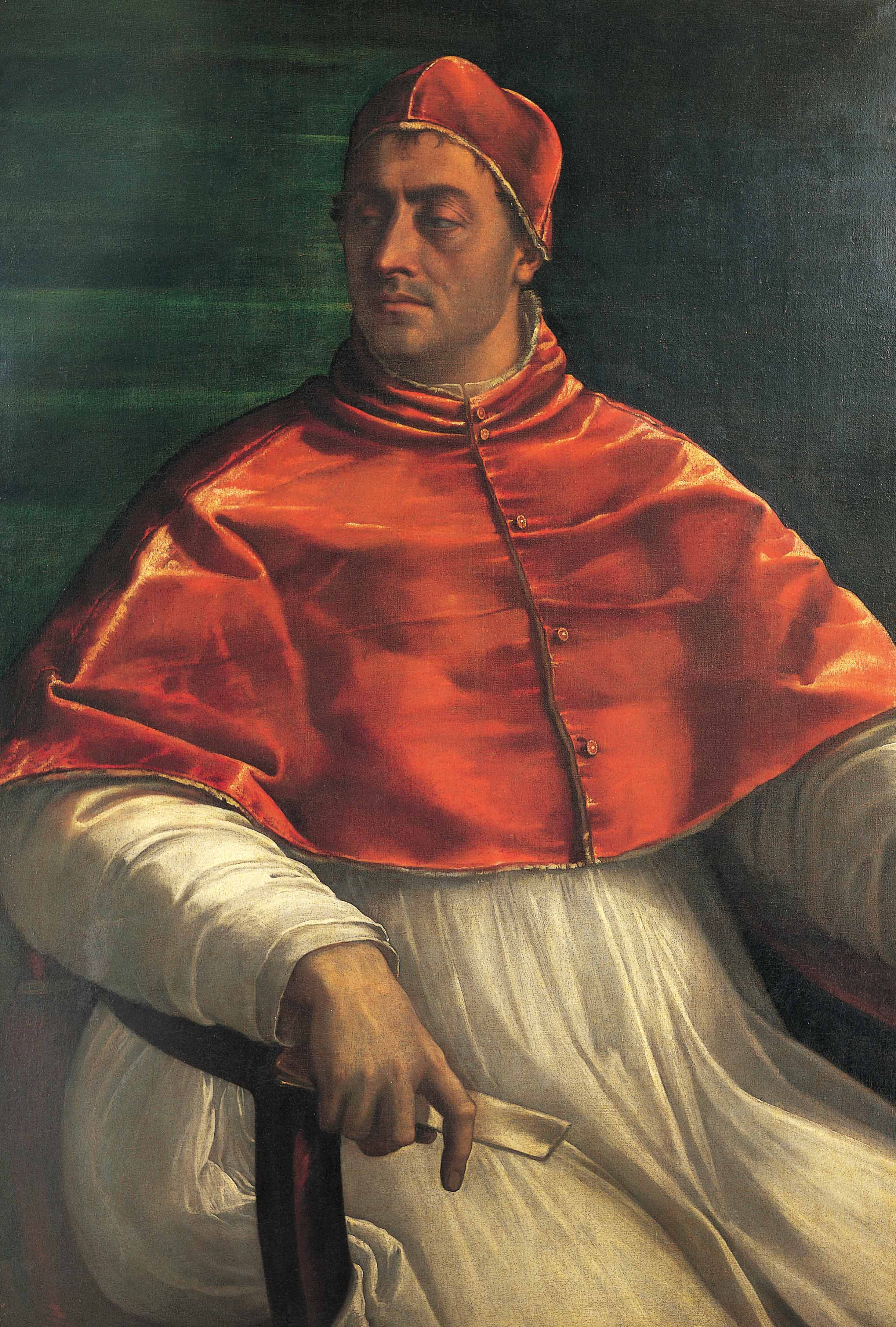
Papa Clemente VII de' Medici, pontefice durante la Guerra della Lega di Cognac.

Nonostante nel 1527 la Guerra della Lega di Cognac stesse volgendo ormai a favore della fazione imperiale-spagnola, le truppe di Papa Clemente VII rifiutavano di abbandonare Porto Ercole, che rimaneva saldamente nelle mani di un contingente di 100 fanti. La Repubblica di Siena iniziò quindi delle lunghe trattative diplomatiche con le corti di Roma e Napoli per porre all’attenzione imperiale la restituzione di Porto Ercole.
Il 21 maggio 1528 Andrea Doria propose una tregua per garantire un salvacondotto per le sue truppe valido in tutto il territorio senese. Tuttavia i soldati pontifici si addentravano con sempre più frequenza nell’entroterra, compiendo razzie fino a Talamone.
Con il passaggio di Doria alla fazione imperiale la soluzione sembrò avvicinarsi per Siena, e già verso dicembre 1528 Papa Clemente VII comunicava di essere disposto a restituire il porto dietro pagamento. La situazione si protrasse però ancora a lungo, finché nel febbraio 1529 non si optò per la soluzione militare. Il capitano senese Cincio Corso ruppe gli indugi ed assalì all’improvviso Porto Ercole, mentre contemporaneamente la popolazione locale si sollevava alle forze papali, obbligandole alla resa della rocca.

## Conseguenze
L’azione militare provocò l’ira di Papa Clemente VII, ma grazie al lavoro dei diplomatici senesi il pontefice fu costretto a desistere per l’intervento dell’oratore cesareo a Roma, il quale era convinto dell’utilità della riconquista senese per gli interessi imperiali.
L’occupazione pontificia della costa senese evidenziò la insufficienza delle strutture difensive lungo il litorale toscano meridionale. Su volontà della Repubblica di Siena e dietro invito del nuovo commissario senese di Porto Ercole Alberto Luti, vennero quindi finanziati nuovi lavori di ammodernamento delle difese costiere dell’Argentario, aumentando la presenza dell’artiglieria.